# 阿尔卡季·罗森戈尔茨
阿尔卡季·帕夫洛维奇·罗森戈尔茨（俄语：Аркадий Павлович Розенгольц，1889年11月4日—1938年3月15日），苏联政治家、布尔什维克。
出生于维捷布斯克，是一个犹太商人的儿子。1905年加入俄国社会民主工党的布尔什维克派系，同年爆发1905年俄国革命。他作为保险代理人，参加维捷布斯克、基辅、叶卡捷琳诺斯拉夫（今第聂伯罗）和莫斯科的布尔什维克党运动。在1917年俄国革命中，他扮演重要角色。他也是莫斯科城议会执行委员会、莫斯科军事革命委员会、全俄军事革命委员会的成员之一。罗森戈尔茨在俄国内战期间是红军的高级军官，与列夫·托洛茨基很亲密。战后，先后在转运补给、财政部们以及红军空军指挥部担任过职务。他在1925年至1927年期间出任驻英国大使，还负责监督苏联间谍的在英活动。1927年成为联共（布）的中央委员会委员，并在联共（布）和苏联政府中出任多个要职。1930年，被任命为对外贸易人民委员会委员。1937年6月14日被免职，同年10月7日被捕。后来成为第三次莫斯科审判的被告人之一，被指控阴谋暗杀列宁和斯大林，以及间谍、破坏等一长串死刑指控。他承认了所有指控，并被判处死刑，于1938年3月15日被枪决。1988年获得平反。